# Nymphargus ruizi
Espèce
Synonymes
- Cochranella ruizi Lynch, 1993

Statut de conservation UICN

 VU B1ab(iii) : Vulnérable
Nymphargus ruizi est une espèce d'amphibiens de la famille des Centrolenidae.

## Répartition
Cette espèce est endémique de Colombie. Elle se rencontre dans les départements de Caldas, de Risaralda et de Valle del Cauca de 2 190 à 2 850 m d'altitude sur le versant Ouest de la cordillère Occidentale.

## Description
Les mâles mesurent de 24,3 à 26,4 mm et les femelles de 23,9 à 29,5 mm.

## Étymologie
Cette espèce est nommée en l'honneur de Pedro Miguel Ruíz-Carranza.

## Publication originale
- Lynch, 1993 : A new centrolenid frog from the Andes of western Colombia. Revista de la Academia Colombiana de Ciencias Exactas, Físicas y Naturales, vol. 18, p. 567-569 (texte intégral).